# Akademska umetnost
Akademska umetnost ali akademizem je slog slikarstva in kiparstva, ki je nastal pod vplivom evropskih akademij umetnosti. Natančneje, akademska umetnost je umetnost in umetniki, na katere so vplivali standardi francoske Académie des Beaux-Arts, ki se je izvajala v okviru gibanj neoklasicizma in romantike, in umetnost, ki je sledila tema dvema gibanjema v poskusu sintetiziranja obeh njunih slogov, kar najbolje odsevajo slike Williama-Adolpha Bouguereauja, Thomasa Coutureja in Hansa Makarta. V tem kontekstu se pogosto imenuje »akademizem«, »L'art pompier« (slabšalno) in »eklekticizem«, včasih pa ga povezujejo s »historicizmom« in »sinkretizmom«. Akademska umetnost je tesno povezana z Beaux-Arts arhitekturo, ki se je razvila na istem mestu in se drži podobnega klasicizacijskega ideala.

## Akademije v zgodovini
Prvo akademijo umetnosti je v Firencah v Italiji ustanovil Cosimo I. Medičejski 13. januarja 1563 pod vplivom arhitekta Giorgia Vasarija, ki jo je poimenoval Accademia e Compagnia delle Arti del Disegno (Akademija in družba za umetnost risanja), saj je bila razdeljena na dve različni operativni veji. Medtem ko je bila družba nekakšna korporacija, ki se ji je lahko pridružil vsak delujoči umetnik v Toskani, so Akademijo sestavljale le najuglednejše umetniške osebnosti Cosimovega dvora in je imela nalogo nadzorovati celotno umetniško produkcijo medičejske države. V tej ustanovi so se študentje učili arti del disegno (izraz, ki ga je skoval Vasari) in poslušali predavanja o anatomiji in geometriji. Druga akademija, Accademia di San Luca (imenovana po zavetniku slikarjev, sv. Luki), je bila približno desetletje pozneje ustanovljena v Rimu. Accademia di San Luca je služila izobraževalni funkciji in se je bolj kot florentinska ukvarjala z umetnostno teorijo. Leta 1582 je Annibale Carracci v Bologni brez uradne podpore odprl svojo zelo vplivno Academia Desiderosi; na nek način je bilo to bolj podobno tradicionalni umetnikovi delavnici, toda dejstvo, da je čutil potrebo, da jo označi kot »akademijo«, dokazuje privlačnost te ideje v tistem času.
Accademia di San Luca je pozneje služila kot model za Académie royale de peinture et de sculpture, ustanovljeno v Franciji leta 1648, ki je kasneje postala Académie des beaux-arts. Académie royale de peinture et de sculpture je bila ustanovljena v prizadevanju za razlikovanje umetnikov, »ki so bili gospodje, ki so se ukvarjali s svobodno umetnostjo«, od rokodelcev, ki so se ukvarjali s fizičnim delom. Ta poudarek na intelektualni komponenti umetniškega ustvarjanja je močno vplival na teme in sloge akademske umetnosti.
Potem ko je Ludvik XIV. Francoski leta 1661 reorganiziral Académie royale de peinture et de sculpture, katere cilj je bil nadzor nad vsemi umetniškimi dejavnostmi v Franciji, je med člani prišlo do polemike, ki je prevladovala v umetniških odnosih do konca stoletja. Ta »bitka slogov« je bila spor o tem, ali je Peter Paul Rubens ali Nicolas Poussin primeren model za sledenje. Poussinovi privrženci, imenovani »poussinistes«, so trdili, da bi morala črta (disegno) prevladovati v umetnosti zaradi privlačnosti intelekta, medtem ko so Rubensovi privrženci, imenovani »rubenistes«, trdili, da bi morala barva (colore) prevladovati v umetnosti, ker apelira na čustva.
Razprava je bila ponovno oživljena v zgodnjem 19. stoletju v okviru gibanj neoklasicizma, ki ga je ponazorilo umetniško delo Jeana Augustea Dominiquea Ingresa in romantike, ki ga je ponazorilo umetniško delo Eugèna Delacroixa. Razprave so potekale tudi o tem, ali se je bolje učiti umetnosti ob pogledu na naravo ali ob pogledu na umetniške mojstre preteklosti.
Akademije, ki so uporabljale francoski model, so se oblikovale po vsej Evropi in posnemale učenje in sloge francoske akademije. V Angliji je bila to Royal Academy of Arts. Kraljeva danska akademija lepih umetnosti (Royal Danish Academy of Fine Arts), ustanovljena leta 1754, se lahko vzame kot uspešen primer v manjši državi, ki je dosegla svoj cilj ustvariti nacionalno šolo in zmanjšati odvisnost od uvoženih umetnikov. Skoraj vsi slikarji danske zlate dobe 1800–1850 so se šolali tam in mnogi so se vrnili, da bi poučevali, zgodovina danske umetnosti pa je veliko manj zaznamovana z napetostjo med akademsko umetnostjo in drugimi slogi kot v drugih državah .

### Ženske umetnice
Eden od učinkov selitve na akademije je bil otežiti usposabljanje umetnic, ki so bile izključene iz večine akademij do zadnje polovice 19. stoletja (1861 za Kraljevo akademijo). To je bilo delno zaradi skrbi glede zaznane neprimernosti, ki jo predstavlja golota. Do 20. stoletja so včasih veljale posebne ureditve za študentke.

## Razvoj akademskega sloga
Od začetka razprave Poussiniste-Rubeniste je veliko umetnikov delalo med obema slogoma. V 19. stoletju so v oživljeni obliki razprave postali pozornost in cilji sveta umetnosti sintetizirati črto neoklasicizma z barvo romantike. Kritiki so enega umetnika za drugim trdili, da so dosegli sintezo, med njimi Théodore Chassériau, Ary Scheffer, Francesco Hayez, Alexandre-Gabriel Decamps in Thomas Couture. William-Adolphe Bouguereau, kasnejši akademski umetnik, je komentiral, da je trik dobrega slikarja v tem, da vidiš »barvo in črto kot isto stvar«. Thomas Couture je promoviral isto zamisel v knjigi, ki jo je napisal o umetniški metodi – trdil je, da je nesmisel, kadar koli rečemo, da ima slika boljšo barvo ali boljšo linijo, ker kadar koli je barva videti briljantna, je bila odvisna od črte, da jo prenese, in obratno; in ta barva je bila v resnici način za pogovor o "vrednosti" oblike.
Drugi razvoj v tem obdobju je vključeval sprejemanje zgodovinskih slogov, da bi prikazali obdobje v zgodovini, ki ga slika prikazuje, imenovano historicizem. To je najbolje vidno v delu barona Jana Augusta Hendrika Leysa, ki je kasneje vplival na Jamesa Tissota. To je vidno tudi v razvoju neogrškega sloga. Historicizem naj bi se nanašal tudi na prepričanje in prakso, povezano z akademsko umetnostjo, da je treba vključiti in uskladiti inovacije različnih tradicij umetnosti iz preteklosti.
Svet umetnosti je prav tako rasel in se vedno bolj osredotočal na alegorijo v umetnosti. Teorije o pomenu črte in barve so trdile, da prek teh elementov umetnik izvaja nadzor nad medijem, da ustvari psihološke učinke, v katerih so lahko predstavljene teme, čustva in ideje. Ko so umetniki poskušali te teorije sintetizirati v praksi, je bila poudarjena pozornost na umetniškem delu kot alegoričnem ali figurativnem nosilcu. Veljalo je, da naj bi upodobitve v slikarstvu in kiparstvu vzbujale platonske oblike oziroma ideale, kjer bi za običajnimi upodobitvami zagledali nekaj abstraktnega, neko večno resnico. Zato Keatsovo znano razmišljanje »Lepota je resnica, resnica je lepota«. Zaželeno je bilo, da so slike idée, polna in popolna ideja. Znano je, da je Bouguereau rekel, da ne bo slikal »vojne«, ampak bo slikal »Vojno«. Številne slike akademskih umetnikov so preproste alegorije narave z naslovi, kot so Zora, mrak, videnje in okušanje, kjer te ideje pooseblja ena sama gola figura, sestavljena tako, da razkrije bistvo ideje.
Težnja v umetnosti je bila tudi v smeri večjega idealizma, kar je v nasprotju z realizmom, saj so bile upodobljene figure preprostejše in bolj abstraktne – idealizirane – da bi lahko predstavljale ideale, za katere so se zavzemale. To bi vključevalo tako posploševanje oblik, ki jih vidimo v naravi, kot njihovo podrejanje enotnosti in temi umetniškega dela.
Ker sta zgodovina in mitologija veljali za igro ali dialektiko idej, plodna tla za pomembne alegorije, je uporaba tem iz teh tem veljala za najresnejšo obliko slikanja. Cenjena je bila hierarhija žanrov, ki je bila prvotno ustvarjena v 17. stoletju, kjer je bilo zgodovinsko slikarstvo – klasično, religiozno, mitološko, literarno in alegorično – postavljeno na vrh, naslednje žanrsko slikarstvo, nato portret, tihožitje in pokrajina. Zgodovinsko slikarstvo je bilo znano tudi kot »grande žanr«. Slike Hansa Makarta so pogosto večje od življenjskih zgodovinskih dram in to je združil s historicizmom v dekoraciji, da bi prevladoval v slogu dunajske kulture 19. stoletja. Paul Delaroche je tipičen primer francoskega zgodovinskega slikarstva.
Na vse te trende so vplivale teorije filozofa Hegla, ki je menil, da je zgodovina dialektika tekmovalnih idej, ki so se sčasoma razrešile v sintezi.
Proti koncu 19. stoletja je akademska umetnost zasitila evropsko družbo. Razstave so bile pogoste, najbolj priljubljena razstava pa je bila Pariški salon, od leta 1903 pa Salon d'Automne. Ti saloni so bili veliki dogodki, ki so pritegnili množice domačih in tujih obiskovalcev. Razstavo, ki je tako družbena kot umetniška, lahko eno nedeljo obiskalo 50.000 ljudi, v dvomesečnem trajanju pa si jih je lahko ogledalo kar 500.000. Razstavljenih je bilo na tisoče slik, obešenih tik pod višino oči vse do stropa na način, ki je zdaj znan kot »slog salona«. Uspešna razstava na salonu je bila pečat odobritve za umetnika, zaradi česar je bilo njegovo delo prodajno vse večjim vrstam zasebnih zbirateljev. Bouguereau, Alexandre Cabanel in Jean-Léon Gérôme so bili vodilni liki tega sveta umetnosti.
Med vladavino akademske umetnosti so slike iz obdobja rokokoja, ki so bile prej slabo sprejete, ponovno postale priljubljene in teme, ki so se pogosto uporabljale v umetnosti rokokoja, kot sta Eros in Psihe, so bile spet priljubljene. Svet akademske umetnosti je prav tako občudoval Rafaela zaradi idealnosti njegovega dela, pravzaprav ga je imel raje kot Michelangela.
Akademska umetnost na Poljskem je cvetela pod Janom Matejkom, ki je ustanovil Krakovsko akademijo lepih umetnosti. Veliko teh del je mogoče videti v Galeriji poljske umetnosti 19. stoletja v Sukiennicah v Krakovu.
Akademska umetnost ni imela vpliva le v Zahodni Evropi in ZDA, ampak je svoj vpliv razširila tudi v druge države. V umetniškem okolju Grčije so na primer od 17. stoletja dalje prevladovale tehnike zahodnih akademij: to se je najprej pokazalo v dejavnostih Jonske šole, pozneje pa je postalo še posebej izrazito z nastankom Münchenske šole. To je veljalo tudi za latinskoameriške narode, ki so, ker so se njihove revolucije zgledovale po francoski revoluciji, skušali posnemati francosko kulturo. Primer latinskoameriškega akademskega umetnika je Ángel Zárraga iz Mehike.

## Akademsko usposabljanje
Mladi umetniki so štiri leta preživeli v strogem izobraževanju. V Franciji so bili na šolo akademije, École des Beaux-Arts, sprejeti samo študenti, ki so opravili izpit in imeli priporočilo priznanega profesorja umetnosti. Risbe in slike akta, imenovane »académies«, so bile osnovni gradniki akademske umetnosti in postopek učenja njihovega izdelovanja je bil jasno opredeljen. Študenti so najprej kopirali grafike po klasičnih skulpturah in se seznanili s principi konture, svetlobe in sence. Kopija je veljala za ključnega pomena za akademsko izobraževanje; iz kopiranja del preteklih umetnikov bi človek asimiliral njihove metode ustvarjanja umetnosti. Da bi napredovali na naslednjo stopnjo in na vsako naslednjo, so učenci predložili risbe v oceno.
Če so bile odobrene, bi nato risali iz mavčnih odlitkov slavnih klasičnih skulptur. Šele po pridobitvi teh veščin je bil umetnikom dovoljen vstop v razrede, v katerih je poziral živi model. Slikarstvo so na École des Beaux-Arts poučevali šele po letu 1863. Da bi se študent naučil slikati s čopičem, je moral najprej pokazati znanje risanja, ki je veljalo za temelj akademskega slikarstva. Šele takrat se je učenec lahko vključil v atelje akademika in se naučil slikati. Skozi celoten proces so tekmovanja z vnaprej določeno temo in točno določenim časovnim obdobjem merila napredek vsakega študenta.
Najbolj znano umetniško tekmovanje za študente je bilo Prix de Rome. Zmagovalec Prix de Rome je prejel štipendijo za študij na šoli Académie française v Villi Medičejcev v Rimu do pet let. Za tekmovanje je moral biti umetnik francoske narodnosti, moški, mlajši od 30 let in samski. Moral je izpolniti pogoje za sprejem na École in imeti podporo znanega učitelja umetnosti. Tekmovanje je bilo naporno in je vključevalo več stopenj pred končno, v kateri je bilo 10 tekmovalcev zaprtih v studiih 72 dni, da bi naslikali svoje zadnje zgodovinske slike. Zmagovalec je imel v bistvu zagotovljeno uspešno poklicno kariero.
Kot smo že omenili, je bila uspešna razstava na Salonu pečat za umetnika. Umetniki so komisijo za obešanje zaprosili za optimalno postavitev »na liniji« ali v višini oči. Po odprtju razstave so se umetniki pritoževali, če so bila njihova dela »previsoko« ali obešena. Končni dosežek poklicnega umetnika je bila izvolitev v članstvo Francoske akademije in pravica do naziva akademik.

## Kritika in zapuščina
Realistični umetniki, kot je Gustave Courbet, so akademsko umetnost najprej kritizirali zaradi uporabe idealizma, saj temelji na idealističnih klišejih in predstavlja mitske in legendarne motive, medtem ko so bili sodobni družbeni problemi prezrti. Druga kritika realistov je bila »lažna površina« slik - upodobljeni predmeti so bili videti gladki, mehki in idealizirani - brez prave teksture. Realist Théodule Ribot je delal proti temu z eksperimentiranjem z grobimi, nedokončanimi teksturami v svojem slikarstvu.
Slogovno so impresionisti, ki so zagovarjali hitro slikanje na prostem točno tisto, kar oko vidi in roka odloži, kritizirali dodelan in idealiziran slikarski slog. Čeprav so akademski slikarji začeli slikati tako, da so najprej naredili risbe in nato naslikali oljne slike svojega motiva, se je impresionistom zdela visoka polnost, ki so jo dali svojim risbam, enaka laži. Po oljni skici je umetnik izdelal končno sliko z akademskim fini, pri čemer je sliko spreminjal, da bi ustrezala slogovnim standardom in poskušal idealizirati slike ter dodati popolne podrobnosti. Podobno je perspektiva zgrajena geometrijsko na ravni površini in v resnici ni produkt vida; impresionisti so se odrekli predanosti mehanskim tehnikam.
Realisti in impresionisti so kljubovali tudi umeščanju tihožitja in krajine na dno žanrske hierarhije. Pomembno je omeniti, da je bila večina realistov in impresionistov ter drugih zgodnjih avantgardistov, ki so se uprli akademizmu, prvotno študentje v akademskih ateljejih. Claude Monet, Gustave Courbet, Édouard Manet in celo Henri Matisse so bili študentje pri akademskih umetnikih.
Ko sta moderna umetnost in njena avantgarda pridobili večjo moč, je bila akademska umetnost še bolj očrnjena in videti kot sentimentalna, klišejska, konservativna, neinovativna, meščanska in »brez sloga«. Francozi so slog akademske umetnosti posmehljivo označevali kot L'art Pompier (pompier pomeni "gasilec"), kar je namigovalo na slike Jacquesa-Louisa Davida (ki ga je akademija zelo cenila), ki je pogosto upodabljal vojake s čeladami, podobnimi gasilskim.  Slike so poimenovali »veliki stroji«, za katere se je govorilo, da so z zvijačami in triki proizvajali lažna čustva.
To očrnitev akademske umetnosti je doseglo svoj vrhunec v pisanju umetnostnega kritika Clementa Greenberga, ki je izjavil, da je vsa akademska umetnost »kič«. Drugi umetniki, kot so simbolistični slikarji in nekateri nadrealisti, so bili prijaznejši do tradicije. Kot slikarji, ki so želeli oživiti domišljijske poglede, so bili ti umetniki bolj pripravljeni učiti se iz močno reprezentacijske tradicije. Ko so na tradicijo začeli gledati kot na staromodno, so se alegorični akti in teatralno postavljene figure nekaterim gledalcem zdeli nenavadni in sanjski.
S cilji postmodernizma, da bi dal popolnejši, bolj sociološki in pluralistični prikaz zgodovine, je bila akademska umetnost vrnjena v zgodovinske knjige in razprave. Od zgodnjih 1990-ih je akademska umetnost celo doživela omejen ponovni razcvet skozi ateljejsko gibanje klasičnega realizma. Poleg tega umetnost vse bolj ceni širša javnost in medtem ko so akademske slike nekoč na dražbah dosegle le nekaj sto dolarjev, zdaj nekatere dosegajo milijone.

## Pomembni umetniki
| - Hans Canon (1829-1885), slikar - Hans Makart (1840-1884), slikar - Viktor Tilgner (1844-1896), kipar - Georges Croegaert (1848-1923), slikar - Jacob Jacobs (1812-1879) (1815-1869), slikar - Jan August Hendrik Leys (1815-1869), slikar - Karel Ooms (1845-1900), slikar - Eugène Siberdt (1851-1931), slikar - Alfred Stevens (1823-1906), slikar - Gustave Wappers (1803-1874), slikar - Victor Meirelles (1832-1903), slikar - Pedro Américo (1843-1905), slikar - Rodolfo Amoedo (1857-1941), slikar - William Brymner (1855-1925), slikar - Robert Harris (1849-1919), slikar - Paul Kane (1810-1871), slikar - Cornelius Krieghoff (1815-1872), slikar - Paul Peel (1860-1892), slikar - Suzor-Coté (1869-1937), slikar in kipar - Vlaho Bukovac (1855–1922), slikar - Robert Frangeš-Mihanović (1872–1940), kipar - Oton Iveković (1869–1939), slikar - Mato Celestin Medović (1857–1920), slikar - Ivan Meštrović (1883–1962), kipar - Ivan Rendić (1849–1932), kipar - Václav Brožík (1851-1901), slikar - Vojtěch Hynais (1854-1925), slikar - Johann Köler (1826–1899), slikar - August Weizenberg (1837–1921), kipar - Amandus Adamson (1855–1929), kipar - Akseli Gallen-Kallela (1865–1931), slikar - Alfred Agache (1843-1915), slikar - Louis-Ernest Barrias (1841-1905), kipar - Paul Baudry (1828-1886), slikar - Albert-Ernest Carrier-Belleuse (1824-1887), kipar - Leon Bonnat (1833-1922), slikar - William-Adolphe Bouguereau (1825-1905), slikar - Gustave Boulanger (1824-1888), slikar - Louis René Boulanger (1860-1917), slikar - Charles Edward Boutibonne (1816-1897), slikar - Charles Joshua Chaplin (1825-1891), slikar - Pierre Auguste Cot (1837-1883), slikar - Thomas Couture (1815-1879), slikar - Alexandre Cabanel (1823-1889), slikar - Alexandre-Gabriel Decamps (1803-1860), slikar - Paul Delaroche (1797-1856), slikar - Delphin Enjolras (1857-1945), slikar - Alexandre Falguière (1831-1900), kipar - Jean-Léon Gérôme (1824-1904), slikar in kipar - Jean-Jacques Henner (1829-1905), slikar - Auguste Alexandre Hirsch (1833-1912), slikar in litograf - Paul Jamin (1853-1903), slikar - Armand Laroche (1826-1903), slikar - Jean-Paul Laurens (1838-1921), slikar in kipar - Jules Joseph Lefebvre (1836-1911), slikar - Marius Jean Antonin Mercie (1845-1916), kipar - Hugues Merle (1822-1881), slikar - Emile Munier (1840-1895), slikar - Léon Bazile Perrault (1832-1908), slikar - Georges Rochegrosse (1859-1938), slikar - Lionel-Noël Royer (1852-1926), slikar - Louis-Frederic Schützenberger (1825-1903), slikar - Guillaume Seignac (1870-1924), slikar - Joseph-Noël Sylvestre (1847-1926), slikar - Auguste Toulmouche (1829-1890), slikar | - Anselm Feuerbach (1829-1880), slikar - Wilhelm von Kaulbach (1805-1874), slikar - Franz von Lenbach (1836-1904), slikar - Karl von Piloty, slikar - Anton von Werner, slikar - Károly Lotz (1833-1904), slikar - Gyula Benczúr, slikar - Raja Ravi Varma, slikar - M. V. Dhurandhar, slikar in učitelj - Archibald Herman Müller, slikar - Hemendranath Majumdar (1894-1948), slikar - Albert Power (1881-1945), kipar - Eugene de Blaas (1843-1931), slikar - Francesco Hayez (1791-1882), slikar - Domenico Morelli (1823-1901), slikar - Janis Rozentāls (1866–1917), slikar - Vilhelms Purvītis (1872–1945), slikar - Ary Scheffer, slikar - Carlos Baca-Flor (1869-1941), slikar - Federico del Campo (1837-1923), slikar - Daniel Hernández Morillo (1856-1932), slikar - Francisco Laso (1823-1869), slikar - Juan Lepiani (1864-1932), slikar - Albert Lynch (1860-1950), slikar - Ignacio Merino (1817-1876), slikar - Władysław Czachórski (1850-1911), slikar - Jan Matejko, slikar - Henryk Siemiradzki, slikar - Pantaleon Szyndler, slikar - Karl Briullov, slikar - Fyodor Bruni, slikar - Alexander Ivanov, slikar - Boris Kustodiev, slikar - Konstantin Makovsky, slikar - Carl Timoleon von Neff, slikar - Uroš Predić, slikar - Paja Jovanović (1859-1857), slikar - Ivana Kobilca, slikar - Mariano Fortuny y Marsal, slikar - Tomás Povedano, slikar - Julius Kronberg, slikar - Georg von Rosen, slikar - Charles Gleyre, slikar - Fritz Zuber-Buhler (1822-1896), slikar - Sir Lawrence Alma-Tadema, slikar - Sir Charles Lock Eastlake, slikar - Sir Alfred Gilbert, kipar - John William Godward, slikar - Frederick Goodall, slikar - Edwin Henry Landseer, slikar in kipar - Frederic Leighton, 1st Baron Leighton, slikar in kipar - Albert Moore, slikar - Sir Alfred Munnings, slikar - Sir Edward John Poynter, slikar - Alfred Stevens, kipar - George Frederic Watts (1817-1904), slikar - Juan Manuel Blanes (1830-1901), slikar |